# Natal'ja Kutuzova
Natal'ja Anatol'evna Kutuzova (in russo Наталья Анатольевна Кутузова?; Mosca, 18 marzo 1975) è un'ex pallanuotista russa, vincitrice di una medaglia di bronzo ai giochi olimpici di Sydney 2000.
Nel 2013 è nello staff della Lantech Padova.  Nel 2014 è alla Polisportiva Parma, mentre dal 2019 allena lo Sport Center Parma in Serie A2.